# 1460 en Angleterre
Chronologie de l'Angleterre
- 1456
- 1457
- 1458
- 1459
- 1460
- 1461
- 1462
- 1463
- 1464

Cette page concerne l'année 1460 du calendrier julien.

## Naissances en 1460
- 30 juin : Cecily Bonville, 7e baronne Harington et 2e baronne Bonville
- Date inconnue :
  - Richard Cholmondeley, connétable de la Tour de Londres
  - David Cecil, courtisan
  - Thomas Frowyk, juge
  - John Greenway, marchand
  - Thomas Linacre, humaniste
  - William Smyth, évêque de Lincoln
  - Charles Somerset, 1er comte de Worcester
  - Edward Stanley, 1er baron Monteagle
  - George Stanley, 9e baron Strange
  - Edward Sutton, 2e baron Dudley
  - Nicholas Vaux, 1er baron Vaux de Harrowden
  - John Wastell, architecte
  - Henry Wyatt, courtisan

## Décès en 1460
- 25 juin : Osbert Mundeford, chevalier
- 10 juillet :
  - Humphrey Stafford, 1er duc de Buckingham
  - John Talbot, 2e comte de Shrewsbury
  - John Beaumont, 1er vicomte Beaumont
  - Thomas Percy, 1er baron Egremont
  - William Lucy, chevalier
- 20 juillet :
  - Thomas de Scales, 7e baron Scales (en)
  - Thomas Browne, chancelier de l'Échiquier
- 30 décembre : 
  - Richard Plantagenêt, 3e duc d'York
  - Edmond Plantagenêt, 1er comte de Rutland
  - William Bonville, 6e baron Harington
  - Thomas Neville, chevalier
  - Edward Bourchier, chevalier
  - Thomas Harrington, chevalier
  - John Harrington, chevalier
  - James Pickering, chevalier
- 31 décembre : Richard Neville, 5e comte de Salisbury
- Date inconnue :
  - William Bowes, soldat
  - John Depeden, chanoine de Windsor
  - Robert de Finingham, moine
  - William Freville, member of Parliament pour le Cambridgeshire
  - William Oldhall, speaker de la Chambre des communes